# Port Moody
|                       | Jan | Feb   | Mär   | Apr   | Mai   | Jun  | Jul  | Aug  | Sep  | Okt   | Nov   | Dez   |   |         |
| Mittl. Tagesmax. (°C) | 6,3 | 7,5   | 10,2  | 12,9  | 16,7  | 19,3 | 22,2 | 22,7 | 19,1 | 13,6  | 8,3   | 5,6   | ⌀ | 13,7    |
| Mittl. Tagesmin. (°C) | 1,4 | 1,6   | 3,4   | 5,3   | 8,3   | 11,0 | 13,0 | 13,4 | 10,8 | 7,2   | 3,6   | 0,9   | ⌀ | 6,7     |
|                       |     |       |       |       |       |      |      |      |      |       |       |       |   |         |
| Niederschlag (mm)     | 285 | 170,9 | 185,5 | 152,9 | 110,8 | 88,3 | 60,7 | 65,4 | 87,2 | 204,5 | 316,2 | 241,4 | Σ | 1.968,8 |

| 1,4 |

| 1,6 |

| 3,4 |

| 5,3 |

| 8,3 |

| 11,0 |

| 13,0 |

| 13,4 |

| 10,8 |

| 7,2 |

| 3,6 |

| 0,9 |

| 1,4 |

| 1,6 |

| 3,4 |

| 5,3 |

| 8,3 |

| 11,0 |

| 13,0 |

| 13,4 |

| 10,8 |

| 7,2 |

| 3,6 |

| 0,9 |

Port Moody ist eine Stadt im Südwesten der kanadischen Provinz British Columbia. Sie liegt rund 20 km östlich von Vancouver und gehört zum Bezirk Metro Vancouver.
Benannt ist die Stadt nach Richard Clement Moody, der von 1858 bis 1863 der erste Vizegouverneur (englisch lieutenant governor) der Kolonie British Columbia war.  

## Geographie
Port Moody liegt am Ende des Burrard Inlet, einem während der letzten Kaltzeit entstandenen, von West nach Ost führenden Fjord. Der westliche Teil des Gemeindegebiets ist zum größten Teil bewaldet und grenzt an den Indian Arm, einem nach Norden führenden Seitenarm des Burrard Inlet. Ebenfalls in Richtung Norden erstreckt sich der Eagle Mountain, ein bis zu 1050 m hoher bewaldeter Bergrücken. Im Süden und Südosten liegt der flache Isthmus der Burrard-Halbinsel.
Nachbargemeinden von Port Moody sind Anmore im Norden, Coquitlam im Osten und Süden, Burnaby im Südwesten, der Distrikt North Vancouver im Westen und Belcarra im Nordwesten.

## Geschichte
Die frühesten Bewohner waren die Squamish und Musqueam, die im Sommer temporäre Lager hatten, wo sie jagten, fischten und Schalentiere sammelten. Die ersten Europäer, überwiegend Pelzhändler, erreichten die Gegend um 1800. Während des Cariboo-Goldrauschs 1858/59 errichtete eine Einheit von Royal Engineers unter dem Kommando von Richard Moody einen Pfad zum östlichen Ende des Fjords. Im Falle eines US-amerikanischen Angriffs sollten dort Schiffe landen und die etwas weiter südlich am Fraser River gelegene Stadt New Westminster mit Gütern versorgen sowie Soldaten absetzen können. Rund um die Anlegestelle entwickelte sich eine kleine Siedlung namens Port Moody.
Eine der Bedingungen des Beitritts von British Columbia zur Kanadischen Konföderation im Jahr 1871 war der Bau einer transkontinentalen Eisenbahnstrecke. 1879 legte die Canadian Pacific Railway (CPR) Port Moody als westlichen Endpunkt der Strecke fest, zwei Jahre später begannen die Vermessungsarbeiten. In der Folge wuchs die Bevölkerungszahl rasch an und es kam zu Landspekulation in großem Stil, da man hoffte, Port Moody werde sich dank der Eisenbahn zu einer bedeutenden Metropole entwickeln.
Am 7. November 1885 war die Bahnstrecke mit dem Setzen des letzten Nagels in Craigellachie vollendet und am darauf folgenden Tag erreichte der erste Zug Port Moody. Der fahrplanmäßige Betrieb wurde am 4. Juli 1886 aufgenommen. In der Zwischenzeit hatte sich die CPR aber dazu entschlossen, die westliche Endstation nach Vancouver zu verlegen, wo mehr Platz für Hafenanlagen zur Verfügung stand. Die Immobilienblase platzte und Port Moody entwickelte sich viel langsamer als erwartet. Am 7. April 1913 wurde Port Moody zur Stadt erklärt.

## Demographie
Der Zensus im Jahr 2016 ergab für die Gemeinde eine Bevölkerungszahl von 33.551 Einwohnern, nachdem der Zensus im Jahr 2011 für die Gemeinde eine Bevölkerungszahl von 33.011 Einwohnern ergab. Die Bevölkerung hat dabei im Vergleich zum letzten Zensus im Jahr 2011 nur um 1,6 % zugenommen und liegt damit weit unter dem Provinzdurchschnitt mit einer Bevölkerungszunahme in British Columbia um 5,6 %. Im Zensuszeitraum 2006 bis 2011 hatte die Einwohnerzahl in der Gemeinde bereits überdurchschnittlich um 19,9 % zugenommen, während sie im Provinzdurchschnitt um 7,0 % zunahm.
Für den Zensus 2016 wurde für die Gemeinde ein Medianalter von 40,6 Jahren ermittelt. Das Medianalter der Provinz lag 2016 bei 43,0 Jahren. Das Durchschnittsalter lag bei 39,0 Jahren, bzw. bei 42,3 Jahren in der Provinz.

## Wirtschaft
Waren in der Vergangenheit Sägewerke und verarbeitende Industriebetriebe vorherrschend, so dominiert heute der Dienstleistungssektor. Größter Arbeitgeber ist das Krankenhaus Eagle Ridge mit 900 Mitarbeitern. Darüber hinaus existiert eine zum Hafen Vancouver gehörende Verladeanlage für Massengut, zwei petrochemische Betriebe und ein Erdwärme-Kraftwerk. Im Jahr 2004 erklärte sich Port Moody zur „Stadt der Kunst“, dies wegen der hohen Konzentration von Kleinunternehmen, die im Kulturbereich tätig sind (Filmproduktion, Kunsthandwerk, Musik) und mehrerer Kulturfestivals.

## Verkehr
Port Moody liegt am Highway 7A, der von Vancouver über Burnaby und Maple Ridge nach Hope führt. Die Stadt liegt an der Hauptstrecke der Canadian Pacific Railway, auf der vor allem Güterverkehr abgewickelt wird. Auf ihr verkehrt der Nahverkehrszug West Coast Express. Darüber hinaus wird die Stadt durch mehrere Buslinien der Coast Mountain Bus Company erschlossen. Port Moody ist weiterhin an die Evergreen Line, einer Linie des fahrerlosen Schienennahverkehrssystems Sky Train, angeschlossen. Sie führt von Burnaby über Port Moody nach Coquitlam und wurde im Jahr 2016 eröffnet.

## Persönlichkeiten
- Fred Ewanuick (* 1971), Schauspieler und Synchronsprecher